# Національний олімпійський комітет Білорусі
Національний олімпійський комітет Республіки Білорусь — самостійне, незалежне громадське об'єднання, статус і роль якого визначаються Олімпійською хартією і Законом Республіки Білорусь «Про фізичну культуру і спорт». Заснований в 1991 році. Президент НОК з 2021 р. —Віктор Лукашенко.

## Історія
- 22 березня 1991 року — створено НОК (затверджено Статут, обрано президента НОК В. М. Риженкова).
- 9 березня 1992 року — НОК визнаний Міжнародним олімпійським комітетом як тимчасовий член.
- 21 вересня 1993 року — НОК офіційно визнаний Міжнародним олімпійським комітетом (рішення 101-й сесії МОК в Монако).

## Структура НОК
Членами НОК є:
- 32 федерації з літніх олімпійських видів спорту:
  - Білоруська федерація бадмінтону
  - Білоруська федерація баскетболу
  - Білоруська федерація боксу
  - Білоруська федерація боротьби
  - Білоруська федерація велосипедного спорту
  - Білоруська федерація водного поло
  - Білоруська федерація волейболу
  - Білоруська федерація гандболу
  - Білоруська асоціація гімнастики
  - Білоруська асоціація гольфу
  - Білоруська федерація веслування
  - Білоруська асоціація каное
  - Білоруська федерація дзюдо
  - Білоруська федерація кінного спорту
  - Білоруська федерація легкої атлетики
  - Федерація настільного тенісу
  - Білоруська федерація вітрильного спорту
  - Білоруська федерація плавання
  - Білоруська федерація регбі
  - Білоруська федерація синхронного плавання
  - Білоруська республіканська федерація стрибків у воду
  - Білоруська федерація сучасного п'ятиборства
  - Білоруська федерація стрільби з лука
  - Білоруська федерація стрілецького спорту
  - Білоруська федерація стендової стрільби
  - Білоруська федерація таеквондо
  - Білоруська тенісна федерація
  - Білоруська федерація тріатлону
  - Білоруський важкоатлетичний союз
  - Білоруська республіканська федерація фехтування
  - Білоруська федерація футболу
  - Білоруська федерація хокею на траві

- 8 федерацій з зимових олімпійських видів спорту:
  - Білоруська федерація біатлону
  - Білоруська федерація гірськолижного спорту та сноуборду
  - Білоруська асоціація керлінгу
  - Білоруський союз ковзанярів
  - Білоруська федерація лижних гонок
  - Федерація хокею Республіки Білорусь
  - Білоруський лижний союз
  - Білоруська федерація фрістайлу

- 36 федерацій з видів спорту, що не входять до програми Олімпійських ігор:
  - Білоруська федерація авіаційного спорту
  - Білоруська автомобільна федерація
  - Білоруська федерація американського футболу
  - Білоруська федерація айкідо
  - Білоруська федерація альпінізму
  - Білоруська федерація армрестлінгу
  - Білоруська бейсбольна асоціація
  - Білоруська асоціація більярдного спорту
  - Білоруська федерація бодібілдингу та фітнесу
  - Білоруська федерація боулінгу
  - Білоруський союз спортивного бриджу
  - Білоруська федерація Вовінам єт У Дао
  - Федерація воднолижного спорту та вейкборда Білорусі
  - Білоруська федерація водно-моторного спорту
  - Білоруська федерація гирьового спорту
  - Білоруська федерація городошного спорту
  - Білоруська федерація карате
  - Білоруська федерація кікбоксингу та таїландського боксу
  - Білоруська федерація Корфбол
  - Білоруська асоціація міні-футболу (футзалу)
  - Білоруське суспільство мисливців і рибалок
  - Білоруська федерація орієнтування
  - Білоруська федерація пауерліфтингу
  - Білоруська федерація пожежно-рятувального спорту
  - Білоруська федерація практичної стрільби
  - Білоруська федерація самбо
  - Асоціація професійного сквошу
  - Білоруський альянс танцювального спорту
  - Республіканський туристично-спортивний союз
  - Білоруське громадське об'єднання тхеквондо
  - Білоруська федерація у-шу
  - Білоруська федерація футболу в залах
  - Білоруська федерація шахів
  - Білоруська федерація шашок

## Санкції
У грудні 2020 року Міжнародний олімпійський комітет ввів санкції проти членів НОК Білорусі, включаючи Олександра та Віктора Лукашенка, за політичну дискримінацію білоруських спортсменів.
9 серпня 2021 року НОК Білорусі був доданий до списку спеціально позначених громадян і заблокованих осіб США на підставі звинувачень у відмиванні грошей, ухилянні від санкцій, зокрема обході візових обмежень.
Крім того, президенти НОК Олександр та Віктор Лукашенко перебувають під санкціями США, Європейського Союзу, Сполученого Королівства, Швейцарії та Канади, тоді як члену виконавчої ради Дмитру Баскову заборонено в’їзд до країн Балтії та ЗША.